# Cukornyír
A cukorrnyír (Betula lenta) Észak-Amerika keleti részéről, nyirkos, hegyvidéki erdőkből származó nyírfafaj. Északon kisebb, délen nagyobb tengerszint feletti magasságokban fordul elő.

## Leírása
Terebélyes, 25 m magas lombhullató faj.
Kérge vörösbarna, világosabb, vízszintes paraszemölcsökkel. Idővel sötét és barázdált lesz.
Levelei tojásdadok, 12 cm hosszúak, 6 cm szélesek, hegyes csúcsúak, kétszeresen fűrészeltek. Felszínük fényes sötétzöld, fonákjuk világosabb, fiatalon ezüstösen molyhos. Ősszel sárgára színeződnek.
A hajtások megdörzsölve illatosak.
A tavasszal nyíló virágok közül a sárga, lecsüngő porzós barkák 7,5 cm hosszúak, a termősek zöldek és felállók.
A termős barka éretten apró, szárnyas makkokra esik szét.

## Képek

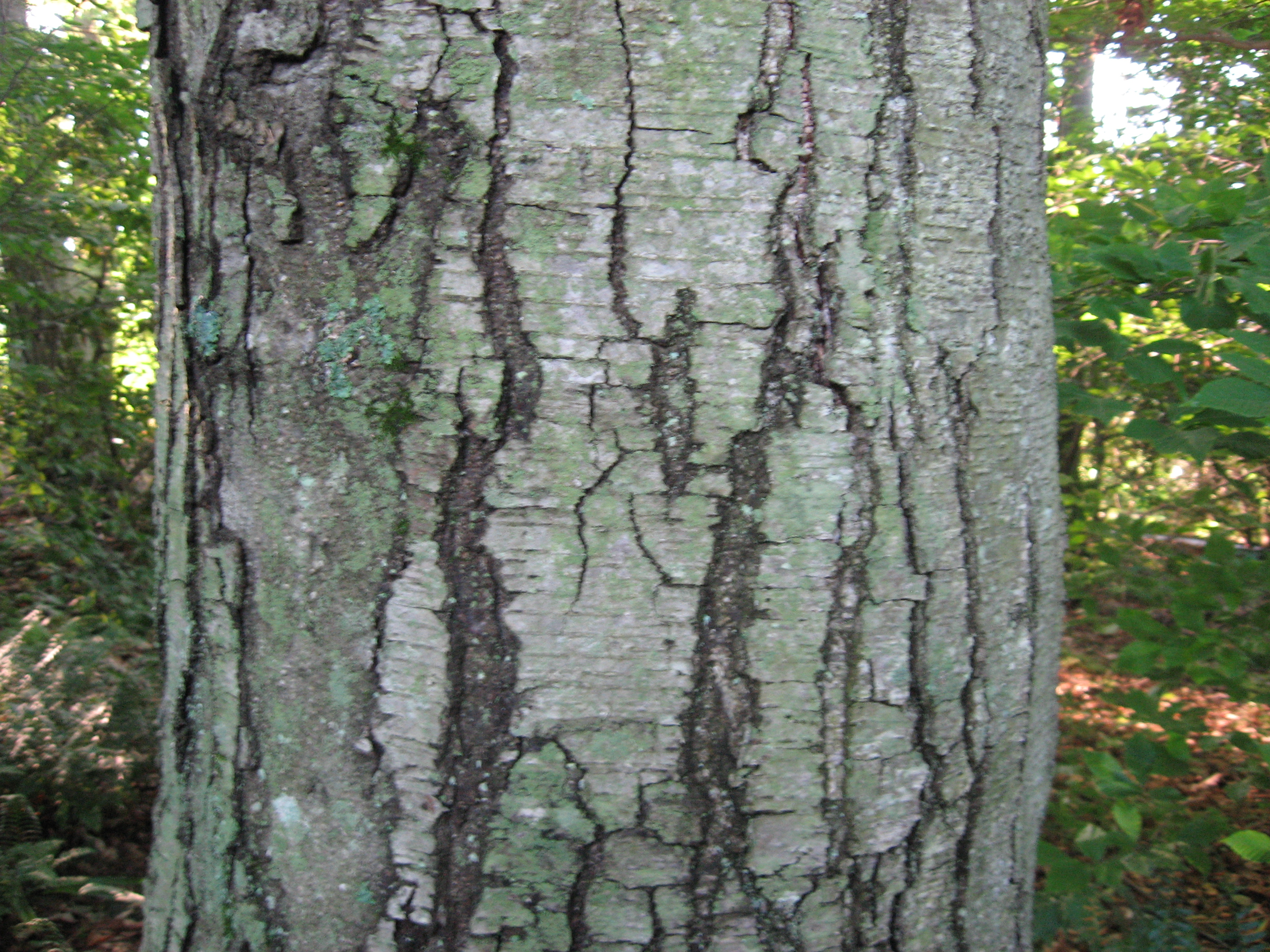
Kérge
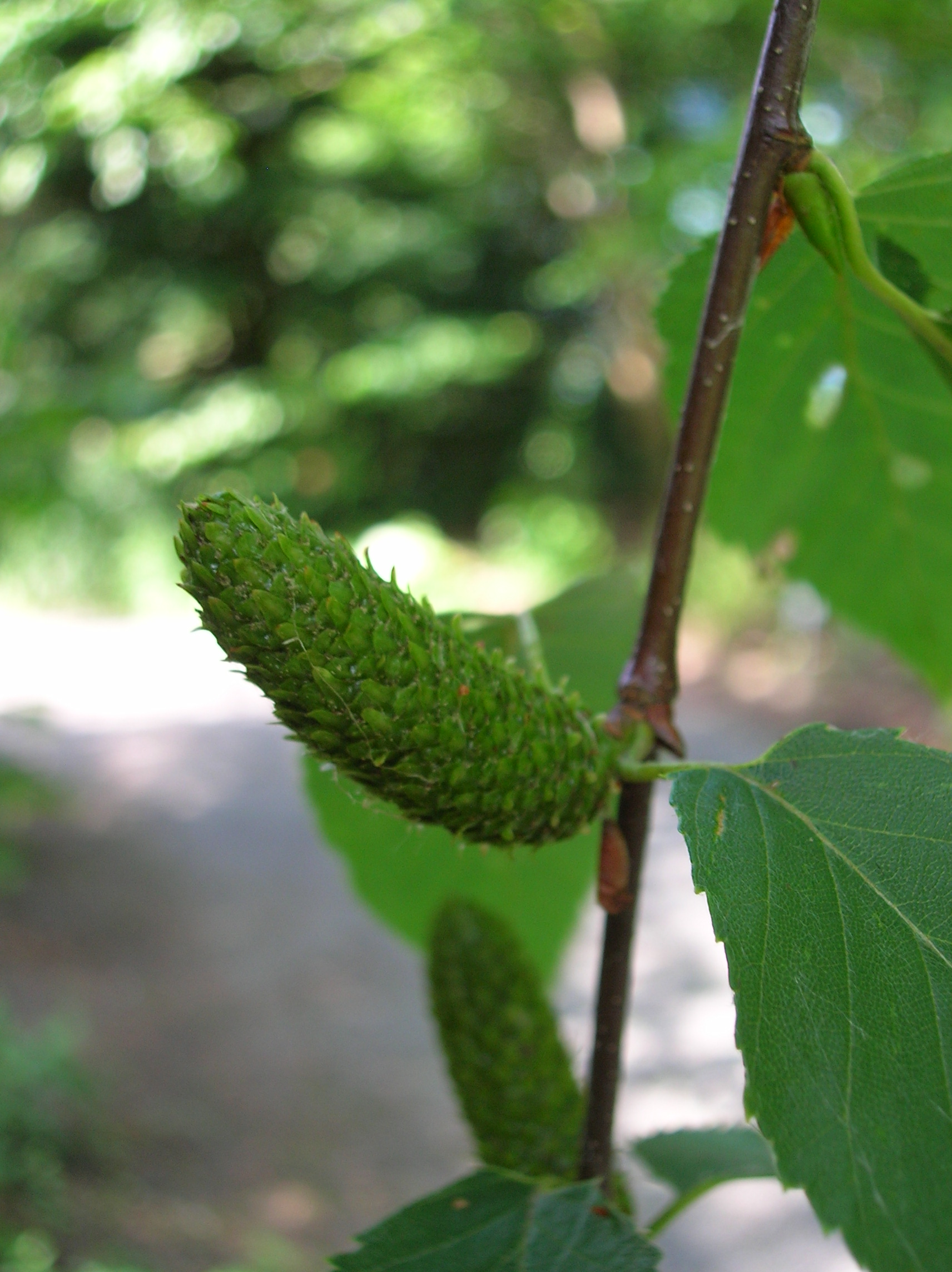
termős barka
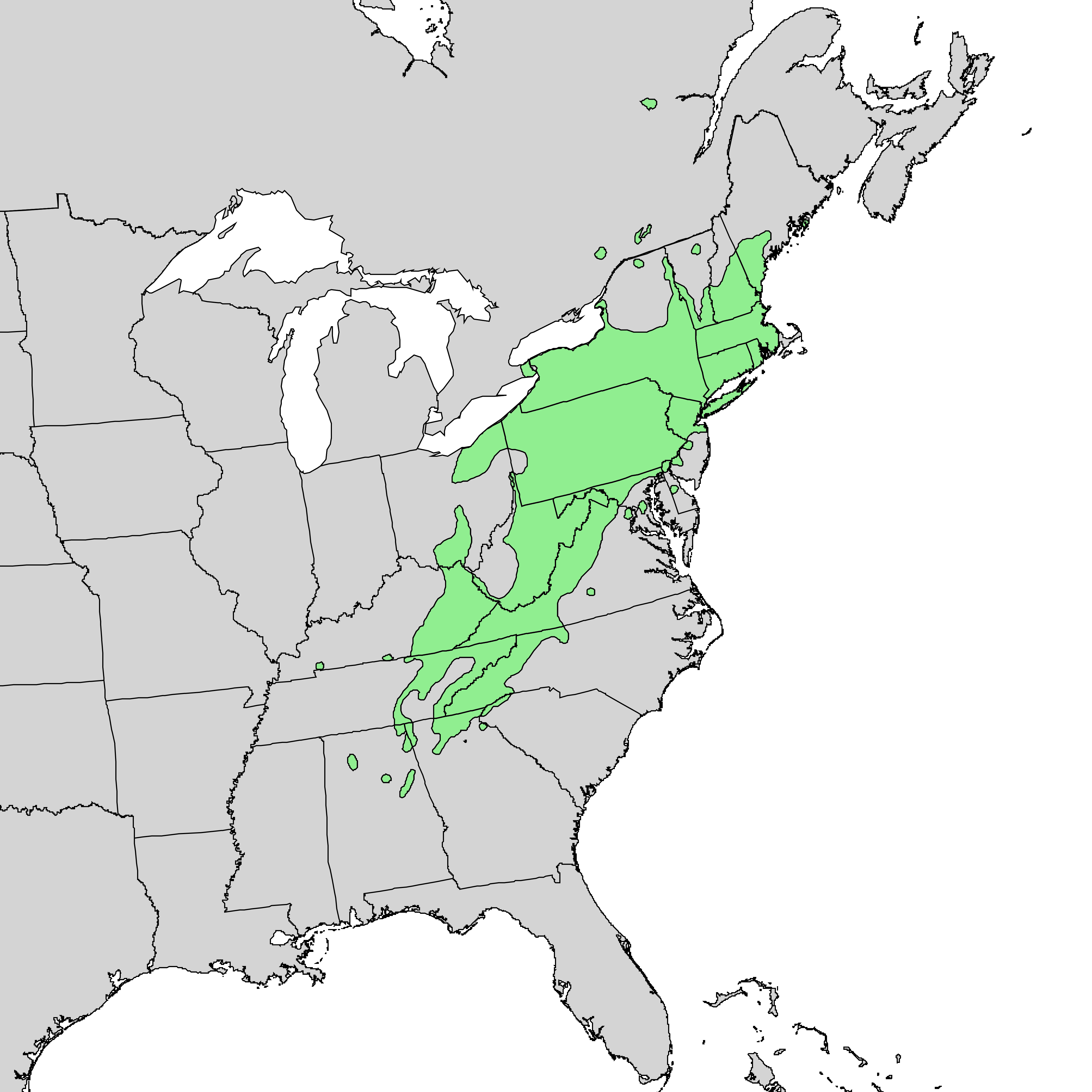
elterjedése
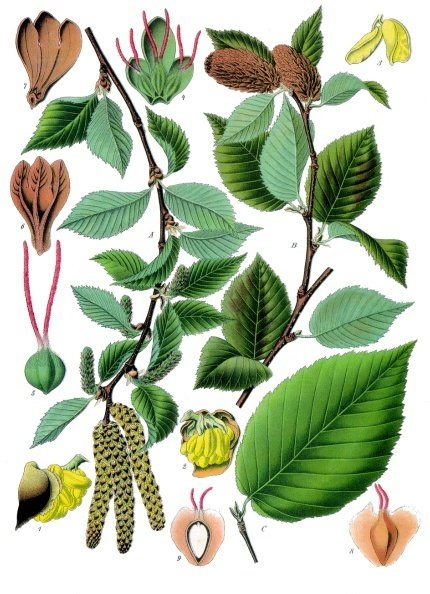
illusztrációja